# Aéroport de Sofia
L'aéroport international de Sofia, en bulgare : Летище София (code IATA : SOF • code OACI : LBSF), est un aéroport domestique et international desservant la ville de Sofia, capitale de la Bulgarie, au pied du mont Vitocha, non loin du fleuve Iskar.
C'est la plate-forme de correspondance de la compagnie aérienne Bulgaria Air et une des bases de Wizz Air, le site accueille aussi la base aérienne Vrajdebna de la 16e unité de transport de l'armée.

## Situation
| \| 20 km1:1 354 000 \| Balchik Bezmer Bohot Bohot-LM Buhovtsi/Targovichte Bourgas Dobroslavtsi Dolna Banya Dolna Mitropoliya Erden Gabrovnitsa Gorna Oryahovitsa Graf Ignatievo Grivitsa Ihtiman Izgrev Kalvacha Kaynardzha Lesnovo Malevo Plovdiv Polikraichte Primorsko Ravnets Roussé Silistra Sliven Sofia Stara Zagora Varna Vidine |
| 20 km1:1 354 000 |

## Statistiques
Pour des raisons techniques, il est temporairement impossible d'afficher le graphique qui aurait dû être présenté ici.

Voir la requête brute et les sources sur Wikidata.

## Compagnies et destinations
| Compagnies                    | Destinations |
| ----------------------------- | --- |
| Aegean Airlines               | Athènes E.-Venizélos |
| Air France                    | En saison : Paris-Charles de Gaulle |
| Air Serbia                    | Belgrade-Nikola-Tesla |
| AJet                          | En saison : Antalya |
| ALK Airlines                  | En saison charter : - Antalya, - Bodrum-Milas, - Djerba-Zarzis, - Enfidha-Hammamet, - Hurghada, - Le Caire, - Reykjavik-Keflavík |
| Austrian Airlines             | Vienne-Schwechat |
| BH Air                        | En saison charter : - Antalya, - Bari-Karol Wojtyła, - Bodrum-Milas, - Charm el-Cheikh, - Djerba-Zarzis, - Enfidha-Hammamet, - Hambantota-Mattala - Hurghada, - Larnaca, - Le Caire, - Nevşehir-Cappadoce, - Palma de Majorque |
| British Airways               | Londres-Heathrow |
| Bulgaria Air                  | - Amsterdam, - Athènes E.-Venizélos, - Berlin-Brandebourg, - Bruxelles-National, - Francfort, - Londres-Heathrow, - Madrid-Barajas, - Malaga-Costa del Sol, - Palma de Majorque, - Paris-Charles de Gaulle, - Prague-Václav-Havel, - Rome Léonard-de-Vinci/Fiumicino, - Tel Aviv - Ben Gourion, - Varna, - Vienne-Schwechat, - Zurich En saison : Barcelone-El Prat, Bourgas, Héraklion-N. Kazantzákis, Larnaca, Olbia-Costa Smeralda En saison charter: Charm el-Cheikh, Hurghada, Mahé-Seychelles international, Maurice-Sir Seewoosagur Ramgoolam, Sal-A. Cabral |
| Corendon Airlines             | En saison charter : Antalya |
| easyJet                       | Londres-Gatwick, Manchester En saison : Bristol |
| El Al                         | Tel Aviv - Ben Gourion |
| European Air Charter          | En saison charter: - Antalya, - Aqaba, - Manama-Bahreïn, - Bodrum-Milas, - Charm el-Cheikh, - Dalaman, - Djerba-Zarzis, - Fès-Saïss, - Hurghada, - Lamezia Terme, - Le Caire, - Marrakech-Ménara, - Marsa Alam, - Mombasa-Moi, - Nevşehir-Cappadoce, - Olbia-Costa Smeralda, - Split, - Tirana-Mère-Teresa, - Tivat, - Zanzibar |
| flydubai                      | Dubaï |
| GullivAir                     | En saison: Phuket En saison charter: La Romana-Casa de Campo |
| Israir Airlines               | Tel Aviv - Ben Gourion |
| ITA Airways                   | Rome Léonard-de-Vinci/Fiumicino |
| Jet2.com                      | En saison charter : - Belfast, - Bristol, - East Midlands, - Londres-Gatwick, - Manchester, - Newcastle |
| LOT Polish Airlines           | Varsovie-Chopin |
| Lufthansa                     | Francfort, Munich-F. J. Strauß |
| Norwegian Air Shuttle         | En saison: Oslo-Gardermoen |
| Pegasus Airlines              | Antalya |
| Qatar Airways                 | Doha-Hamad |
| Ryanair                       | - Barcelone-El Prat, - Bari-Karol Wojtyła, - Bergame-Orio al Serio, - Berlin-Brandebourg, - Birmingham, - Bologne-Borgo Panigale, - Bratislava-M. R. Štefánik, - Budapest-Ferenc Liszt, - Catane-Fontanarossa, - Charleroi Bruxelles-Sud, - Cologne/Bonn-K. Adenauer, - Dublin, - Édimbourg, - Eindhoven, - Karlsruhe/Baden-Baden, - Liverpool-J.-Lennon, - Londres-Stansted, - Madrid-Barajas, - Malte, - Memmingen, - Naples-Capodichino, - Nuremberg-A. Dürer, - Paphos, - Paris-Beauvais, - Rome - G. B. Pastine (Ciampino), - Tel Aviv - Ben Gourion, - Trévise-Sant'Angelo, - Vienne-Schwechat, - Wrocław-N. Copernic, - Zagreb-Pleso En saison: - Aqaba, - Bristol, - Bucarest-H. Coandă, - Corfou-I. Kapodístrias, - La Canée I.-Daskaloyánnis, - Malaga-Costa del Sol, - Palma de Majorque, - Varna, - Rhodes-Diagoras, - Zadar |
| Sky Express                   | Athènes E.-Venizélos |
| Swiss International Air Lines | Zurich |
| TAROM                         | Bucarest-H. Coandă |
| Transavia France              | En saison : Paris-Orly |
| TUI Airways                   | En saison : Birmingham, Londres-Gatwick, Manchester |
| Turkish Airlines              | Istanbul |
| Wizz Air                      | - Abou Dabi, - Alicante-Elche, - Barcelone-El Prat, - Bari-Karol Wojtyła, - Bâle-Mulhouse, - Bergame-Orio al Serio, - Bologne-Borgo Panigale, - Catane-Fontanarossa, - Charleroi Bruxelles-Sud, - Copenhague-Kastrup, - Dortmund, - Eindhoven, - Eirunepé, - Genève-Cointrin, - Francfort-Hahn, - Hambourg-H.-Schmidt, - Larnaca, - Lisbonne-H. Delgado, - Londres-Luton, - Madrid-Barajas, - Malaga-Costa del Sol, - Memmingen, - Naples-Capodichino, - Nice-Côte d'Azur, - Riyad-roi Khaled, - Rome - G. B. Pastine (Ciampino), - Stockholm-Skavsta - Nyköping, - Tel Aviv - Ben Gourion, - Valence En saison: Dubaï |

Édité  le 21/01/2018  Actualisé le 21/02/2023

## Accessibilité
Metro : La ligne 2 du Métro de Sofia inaugurée le 31 août 2012 relie l'aéroport à la station Vitosha, en passant par la station Serdika. La ligne est scindée en deux lignes distinctes le 26 août 2020, la nouvelle ligne 4 est chargée de desservir l'aéroport. 

## Incidents et accidents
- 10 janvier 1984 : un vol de la Balkan Bulgarian Airlines se prend dans une ligne électrique puis s'écrase en forêt lors de son approche de l'aéroport de Sofia. L'avion était descendu volontairement en dessous de son altitude d'approche afin de tenter d'apercevoir la piste. L'accident a fait 50 morts. L'avion venait de Berlin. Tous les passagers et membres d'équipage sont morts.

## Galerie

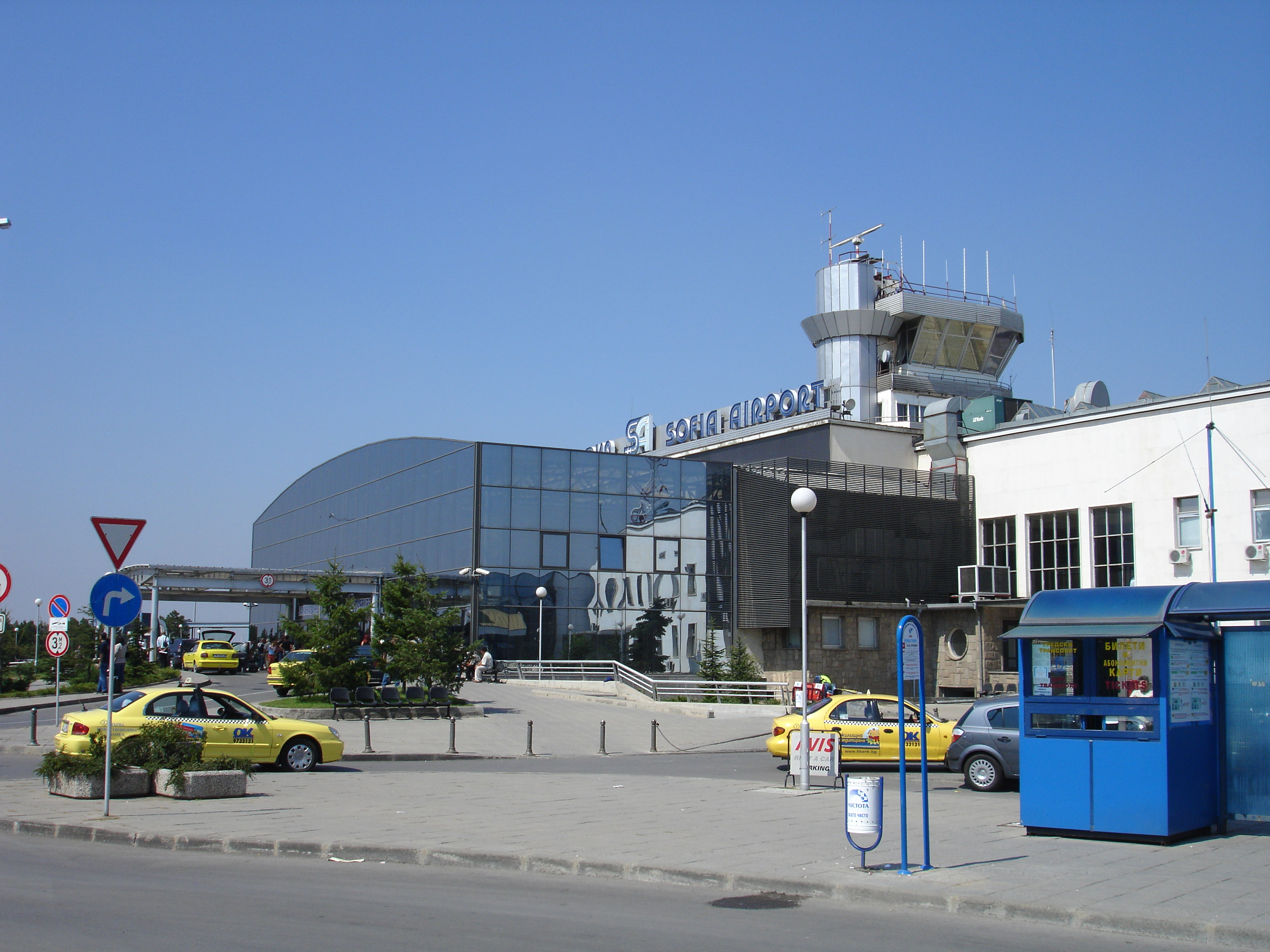
L'extérieur du terminal 1 et la tour de contrôle.
L'extérieur du terminal 2.
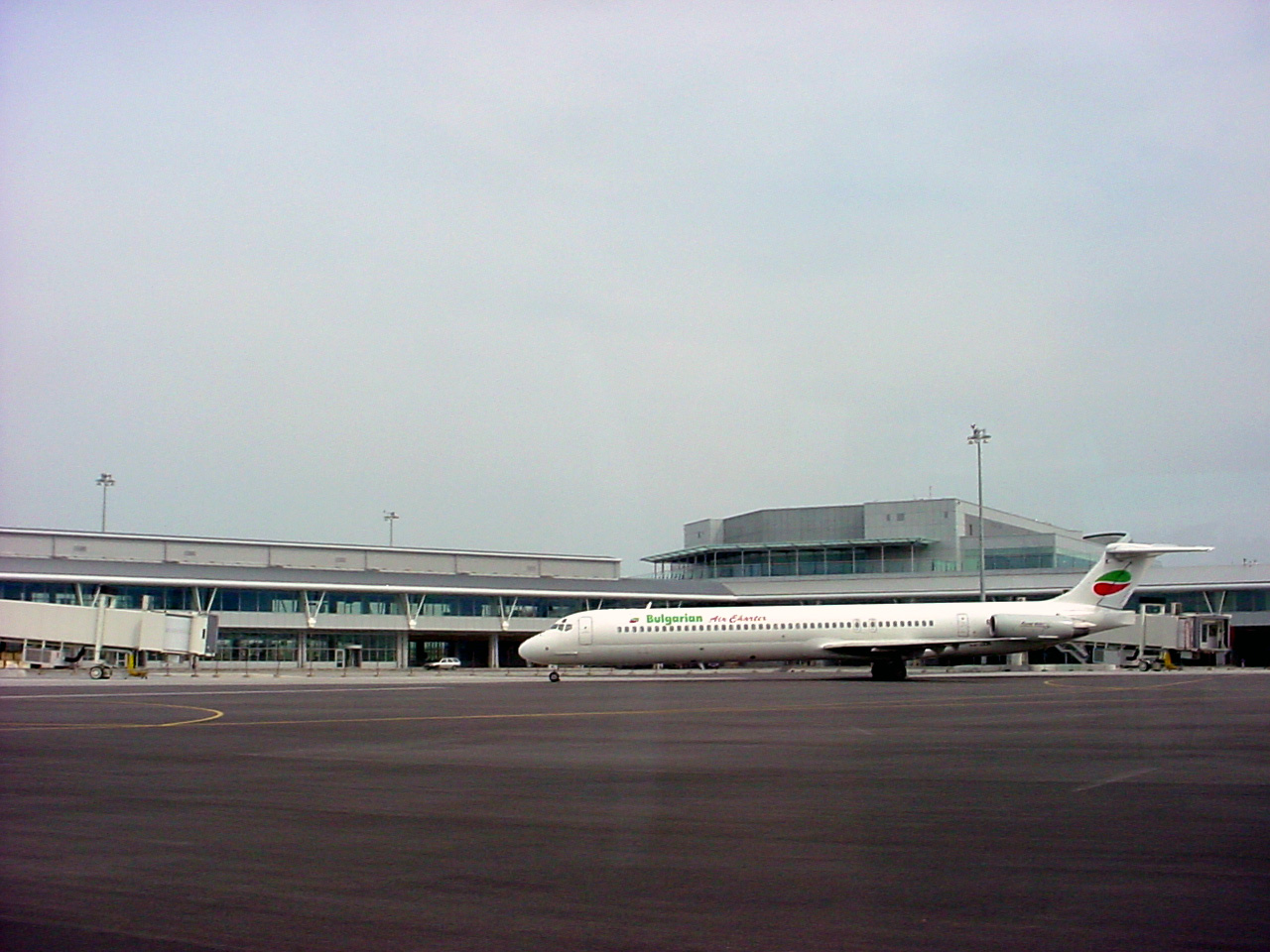
L'extérieur du terminal 2, côté piste.
L'intérieur du terminal 2.
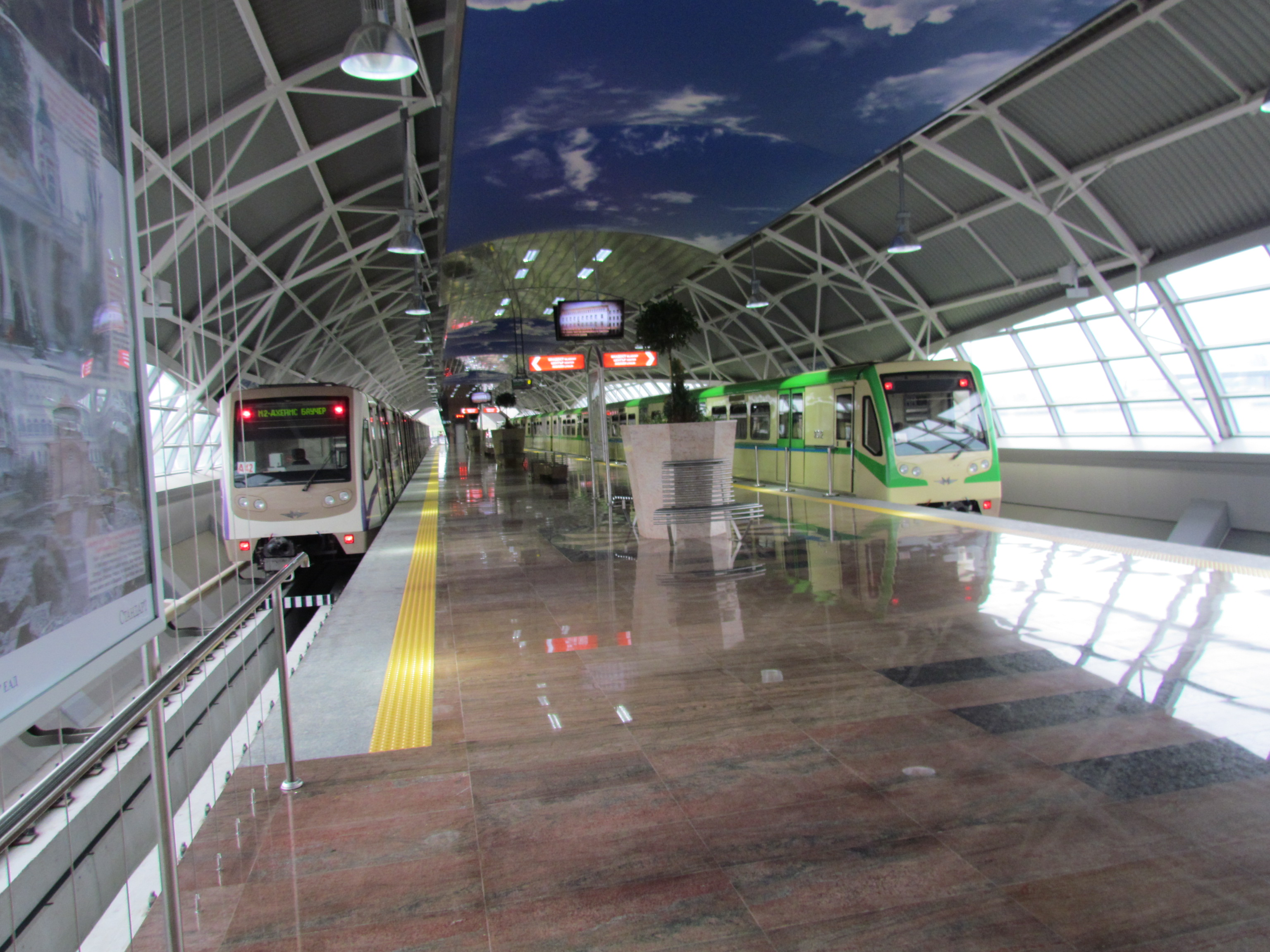
Quai de la station de métro en 2015.
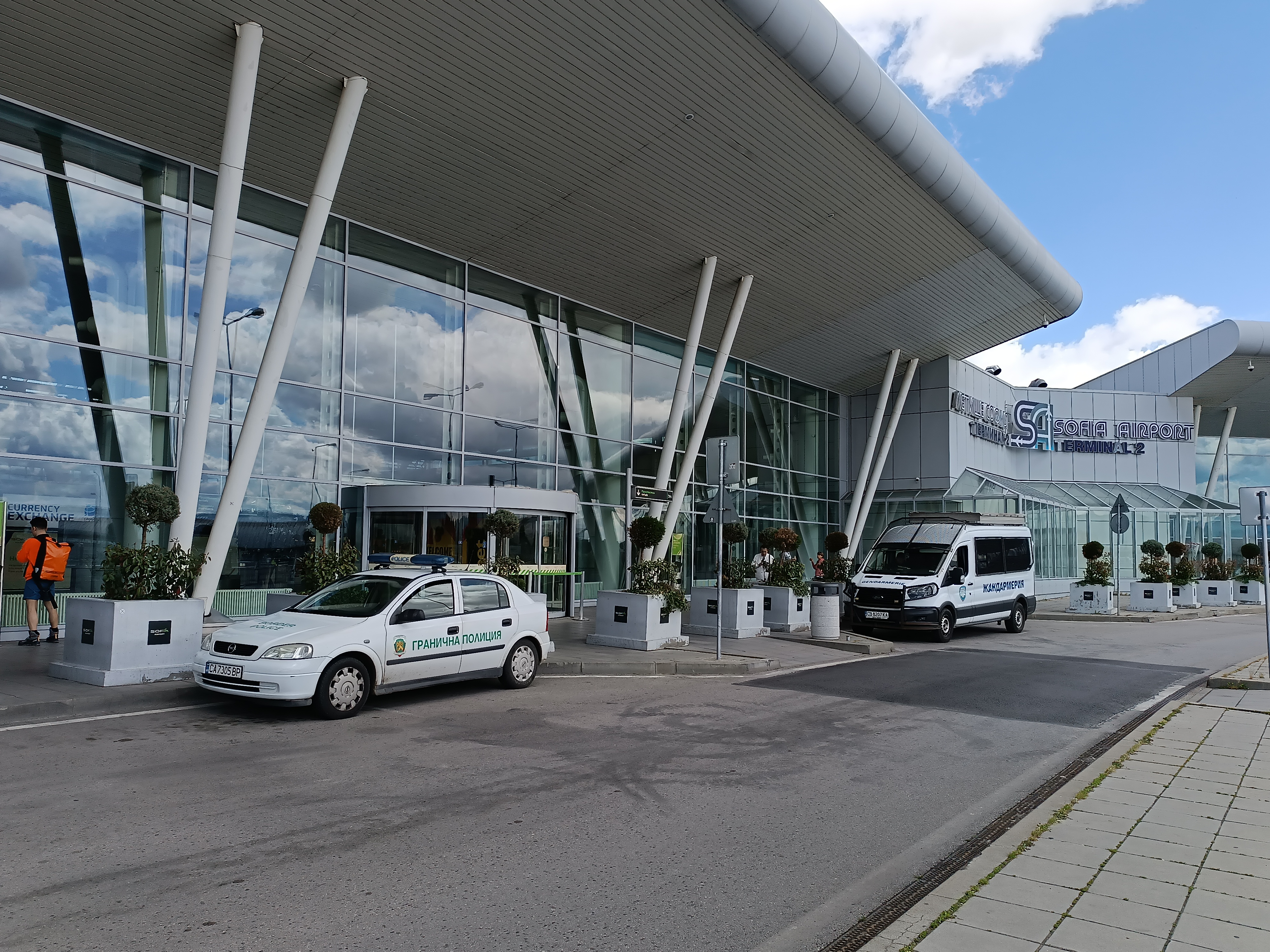
Police aux frontières et Gendarmerie devant le terminal 2.